# Mahlon Romeo
Mahlon Beresford Baker Romeo (ur. 19 września 1995 w Londynie) – piłkarz z Antigui i Barbudy, grający na pozycji prawego obrońcy, reprezentant Antigui i Barbudy.

## Kariera reprezentacyjna
Od 2015 roku występuje w reprezentacji Antigui i Barbudy. Zadebiutował 11 czerwca w meczu z reprezentacją Saint Lucii.